# Legionella
Legionella är ett släkte av gramnegativa bakterier i familjen Legionellaceae. Flera legionellaarter kan orsaka legionärssjukan och pontiacfeber. Den vanligaste arten är Legionella pneumophila.
Sveriges största legionellautbrott genom tiderna inträffade i köpcentret Punkt, i Västerås 1979. Bakterien hade då letat sig in i ett kyltorn på husets tak och sedan spridits med luftkonditioneringssystemet.
Bakterierna trivs bäst och förökar sig snabbast vid en vattentemperatur omkring 35-40 grader Celsius. Under ca 20 grader är bakterierna vilande, d.v.s. de förökar sig inte. För att döda bakterierna behöver man hetta upp vattnet till över 50 grader.
- Vid 50 grader kan det dröja många timmar innan alla legionellabakterier dött.
- Vid 60 grader dör bakterierna på omkring tio minuter.
- Vid 70 grader tar det mindre än en minut.